# Esther López
Esther López (ur. 29 listopada 1974 w San Sebastián w Hiszpanii) – hiszpańska siatkarka, reprezentantka kraju, grająca jako libero. Obecnie występuje w drużynie Valeriano Alles Menorca.